# Avianca Cargo
Avianca Cargo (zuvor Tampa Cargo) ist eine kolumbianische Frachtfluggesellschaft mit Sitz in Medellín und Basis auf dem Flughafen Rionegro. Sie ist ein Tochterunternehmen von Avianca und Bestandteil der Avianca Holdings.

## Geschichte

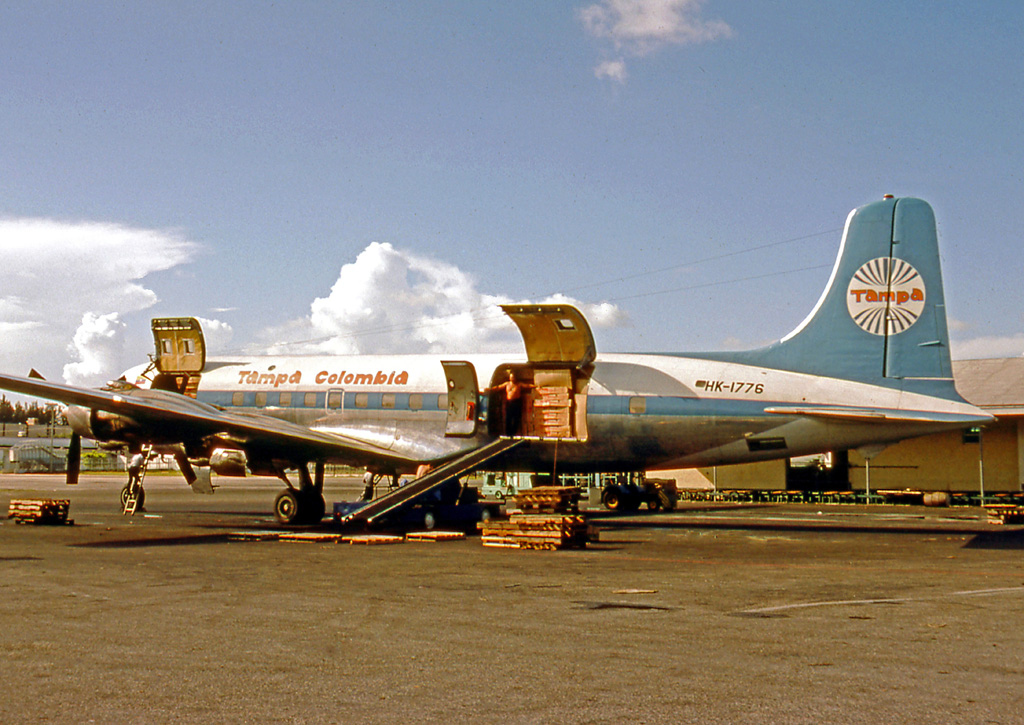
Douglas DC-6 der Tampa Cargo, Miami 1975

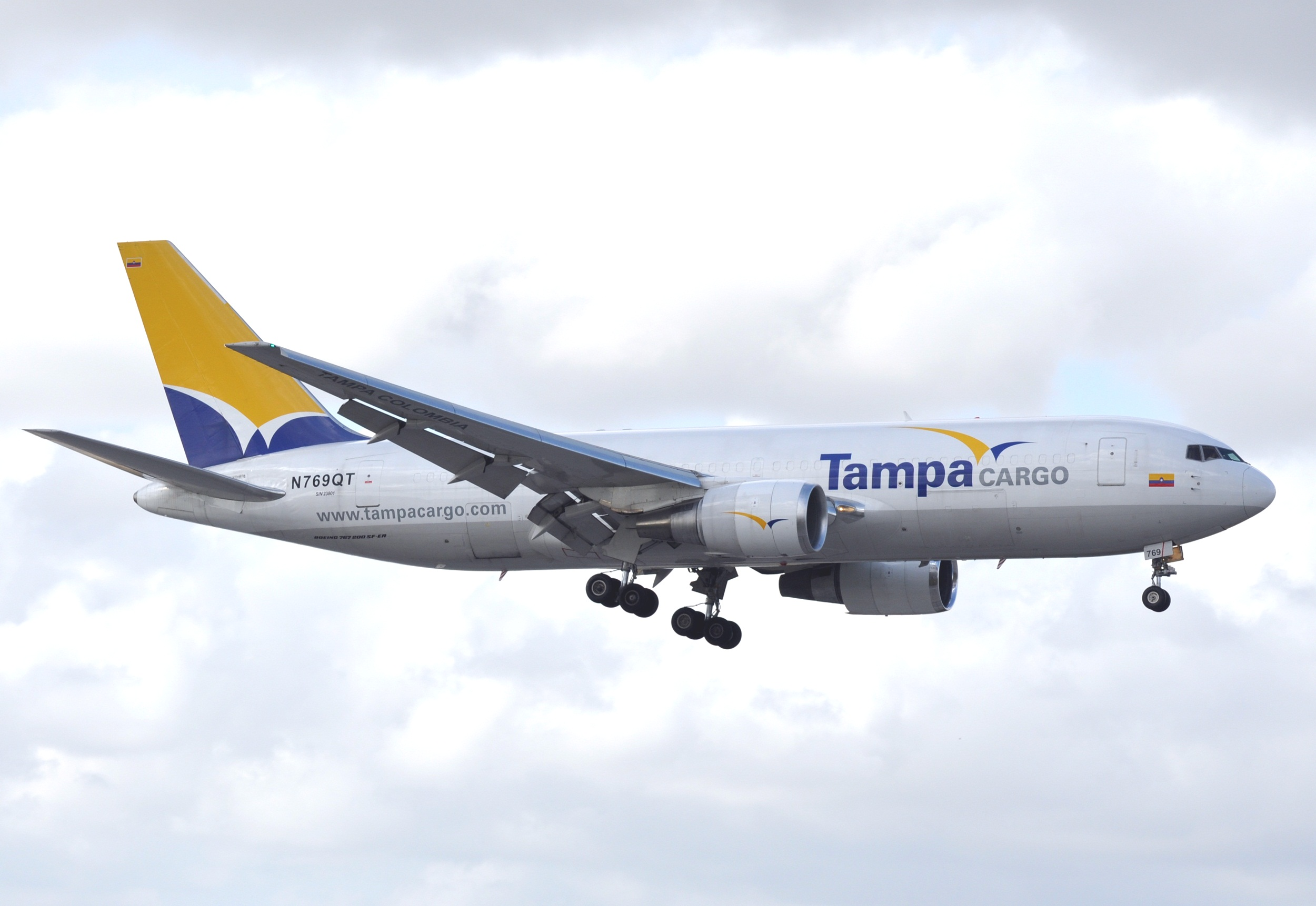
Boeing 767-200F der Tampa Cargo

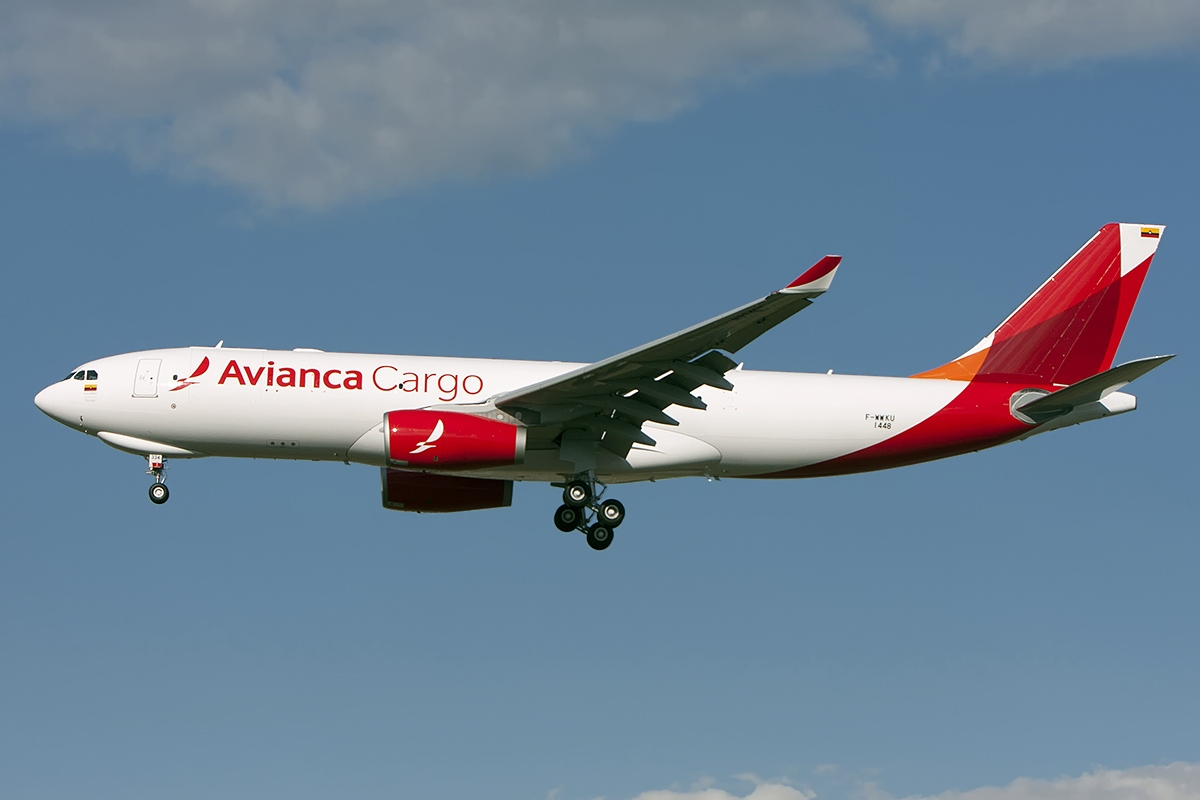
Airbus A330-200F der Avianca Cargo

Als Tampa Cargo (eigentlich Transportes Aereos Mercantiles Panamericanos S.A) wurde die Fluggesellschaft von Luís H. Coulson und Orlando Botero Escobar gegründet und begann mit dem Flugbetrieb am 11. März 1973.
1996 erwarb die niederländische Martinair 50 Prozent der Anteile von Tampa Cargo. Im Februar 2008 übernahm Avianca sämtliche Anteile der Gesellschaft und ist heute alleiniger Inhaber. Im Mai 2013 wurde die Gesellschaft im Rahmen des Zusammenschlusses ihrer Eigentümer in die einheitliche Marke Avianca von Tampa Cargo in Avianca Cargo umbenannt.
Am 23. Oktober 2014 übernahm Avianca Cargo, nach Erhalt der erforderlichen Genehmigungen durch die mexikanische Behörde für ausländische Investitionskontrolle, Zivilluftfahrt und Wettbewerb, eine Minderheitsbeteiligung an dem mexikanischen Frachterunternehmen AeroUnion.

## Flugziele
Avianca Cargo ist auf den Flugtransport von Schnittblumen von Lateinamerika nach Nordamerika spezialisiert. Hierzu wird der Flughafen Miami als Drehscheibe genutzt. Zusätzlich wird allgemeine Fracht innerhalb Amerikas transportiert.
Sie bedient innerhalb Kolumbiens Bogotá, Medellin, Barranquilla und Cali. International werden Mexiko-Stadt, Miami, San Juan, Iquitos, Lima, Quito, Caracas, Valencia (in Venezuela) und Manaus angeflogen.
Ab November 2018 wird Brüssel als erstes europäisches Ziel zwei Mal pro Woche mit A330-200F bedient.

## Flotte

### Aktuelle Flotte
Mit Stand April 2025 besteht die Flotte der Avianca Cargo aus sechs Flugzeugen mit einem Durchschnittsalter von 11,7 Jahren:
| Flugzeugtyp        | aktiv | bestellt | Anmerkungen          | Durchschnittsalter |
| ------------------ | ----- | -------- | -------------------- | ------------------ |
| Airbus A330-200F   | 6     |          |                      | 11,7 Jahre         |
| Airbus A330-200P2F |       | 2        | Auslieferung ab 2024 |                    |
| Airbus A330-300P2F |       | 2        |                      |                    |
| Gesamt             | 6     | 4        |                      | 11,7 Jahre         |

### Ehemalige Flugzeugtypen
- Boeing 767-200(BD)SF
- Boeing 767-300F

## Zwischenfälle

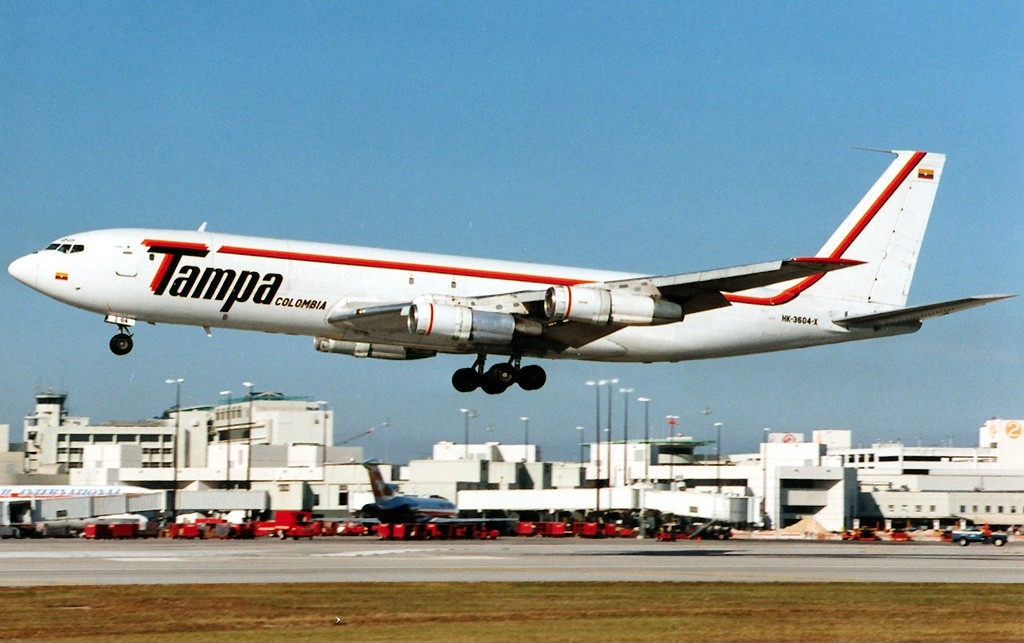
Boeing 707 der Tampa Cargo, baugleich mit der 1983 verunglückten

- Am Morgen des 14. Dezember 1983 kam es beim Triebwerk Nr. 4 einer Boeing 707-373C HK-2401X der TAMPA Colombia bei einem Start vom Flughafen Medellín zu einer Beschädigung durch Fremdkörper. Die Maschine kehrte daraufhin zum Flughafen zurück. Nach einer Begutachtung des Schadens beschloss man, das Flugzeug für eine Reparatur nach Miami zu überführen. Nachmittags startete die Maschine erneut, das beschädigte Triebwerk befand sich im Leerlauf. Während des Starts versagte auch Triebwerk Nr. 3, das Flugzeug neigte sich, streifte Hochspannungsleitungen und stürzte in einen Fabrikkomplex. Alle drei Besatzungsmitglieder sowie 22 Personen am Boden starben (siehe auch Absturz einer Boeing 707 der TAMPA Colombia in Medellín).[5]